# Forcipomyia raposoi
Forcipomyia raposoi är en tvåvingeart som beskrevs av Meillon och Wirth 1980. Forcipomyia raposoi ingår i släktet Forcipomyia och familjen svidknott.
Artens utbredningsområde är Colombia. Inga underarter finns listade i Catalogue of Life.